# Innerferrera
Innerferrera (Reto-Romaans: Calantgil; Italiaans (verouderd): Ferrera di Dentro) is een plaats en voormalige gemeente in de gemeente Ferrera, die deel uitmaakt van het district Hinterrhein in het Zwitserse kanton Graubünden. Vóór 1 januari 2008 was het een zelfstandige gemeente, die toen met Ausserferrera gefuseerd werd tot de gemeente Ferrera.
Innerferrera telt 37 inwoners.
- Gemeinsame Normdatei: 1059379295
- Historisch woordenboek van Zwitserland: 001506
- Virtual International Authority File: 311187160
- WorldCat: E39PBJx4kMjMqGRcJVWVvpDTHC